# La Promesse (série télévisée, 2005)
Pour les articles homonymes, voir La Promesse.
La Promesse est une série télévisée québécoise en 182 épisodes de 44 minutes scénarisée par Danielle Trottier et diffusée entre le 13 septembre 2005 et le 10 avril 2012 sur le réseau TVA.

## Fiche technique
- Auteure et auteure-coordonnateure : Danielle Trottier
- Auteures-dialoguistes : Marie-Claude Trépanier et Louise Turcot
- Réalisateurs : Martin Thibault, Stéphane Beaudoin, Lyne Charlebois et Claude C. Blanchard
- Productrice déléguée : Hélène Scullion
- Producteurs : Jean-François Mercier et André Monette
- Société de production : Production Point de mire

## Distribution
- Michèle-Barbara Pelletier : Isabelle Chamberland
- Sébastien Delorme : Luc Marion
- Germain Houde : Yves Chamberland
- Louise Turcot : Jeanne Caron
- Evelyne Brochu : Mélanie Gauthier
- Yves Soutière : Michel Daveluy
- Marc Bélanger : Bernard Laurier
- Stéphane Brulotte : Jocelyn Chamberland
- Guillaume Champoux : Benoît Champagne
- Marie Charlebois : Claude Mercier
- Henri Chassé : André Gauthier
- Mélissa Désormeaux-Poulin : Florence Daveluy
- Muriel Dutil : Madeleine Champagne
- Daniel Gadouas : Jacques Bastien
- Stéphane Gagnon : Mario Chamberland
- Alexandre Goyette : Alain Marion
- Patrick Goyette : Rémi Champagne
- Louise Latraverse : Carmen Ducharme
- Anick Lemay : Carole Cloutier
- Julie Ménard : Sophie Caron
- Ginette Morin : Marie Martineau
- Jean-François Pichette : Paul Kirouac
- Étienne Pilon : Charles Daveluy
- Catherine Sénart : Manon Ducharme
- Linda Sorgini : Louise Giasson
- Robert Toupin : Jean-Louis Marion
- Jade Lavigneau : Aline Marion
- Olivia Lavigneau : Aline Marion
- Pauline Lapointe : Fabienne Giasson (2005-06)
- Louison Danis : Fabienne Giasson (2006-10)
- Marie-Thérèse Fortin : Véronique Cormier (saison 7)[2]
- Kseniya Chernyshova : Eva Antonova (saison 7)[2]
- Sharon Ibgui : Nadja Gharrios (saison 7)[2]
- Andreas Apergis : Sergeï Ignatief
- Luc Chapdelaine : Dave Kunik
- René Gagnon : Philippe Grandbois
- Noémie Godin-Vigneau : Geneviève Laurier
- Geneviève Brouillette : Josianne Béliveau
- Valérie Blais : Érica Pilon
- Michèle Deslauriers : Corinne Giasson
- Hélène Florent : Caroline Bastien
- Alexandre Fortin : Goldo Ducharme
- Julie Le Breton : Aline Chamberland
- Monique Miller : Charlotte Daveluy
- Joëlle Morin : Hélène Polgar
- Dominique Pétin : Justine Savané
- Paul Doucet : Carl Papineau
- Myriam LeBlanc : Assistante de Justine
- Nicolas Germain-Marchand : Carmine
- Manuel Tadros : imprésario
- Caroline Bouchard : France Bernier
- Marie-Laurence Lévesque : coiffeuse
- Joseph Martin : livreur de fleurs
- Jean-Moïse Martin : Jason
- Charlotte Legault : Isabelle Chamberland (14 ans)

## Épisodes
- Première saison : 2005-2006
- Deuxième saison : 2006-2007
- Troisième saison : 2007-2008
- Quatrième saison : 2008-2009
- Cinquième saison : 2009-2010
- Sixième saison : 2010-2011
- Septième saison : 2011-2012[3]